# Марієгамн
Марієгамн (швед. Mariehamn; фін. Maarianhamina — Маріангаміна, Мааріангаміна, Мааріанхаміна) — головне місто Аландських островів, автономної території в складі Фінляндії. Один з головних портів Архіпелагового моря. У Марієгамні розташований Кабінет міністрів і парламент Аландських островів, в місті проживає більше половини всього населення архіпелагу. Марієгамн, як і вся територія автономії — шведомовні (шведська є рідною мовою для приблизно 91 % населення міста).
Місто було назване на честь дружини імператора Росії Олександра II — Марії Олександрівни. Марієгамн заснований в 1861 році, недалеко від поселення Евернес (Övernäs), яке на той час входило до муніципалітету Йомала. З часом місто збільшилось і включило в себе частину території Йомала. Воно розташоване на півострові і має два порти — на західному і східному узбережжях. Західний порт (швед. Västerhamn) має велике міжнародне значення, так як в ньому декілька разів на день зупиняються пороми на шляху в Швецію і материкову Фінляндію.
Аландські острови і Марієгамн мають давню історію пароплавства. Вітрильник-музей Pommern стоїть на якорі в західному порті. Східна гавань — один із найбільших портів для яхт у Скандинавії, у ній також стоїть нідерландський пароплав Jan Nieveen (який має іншу назву F.P. von Knorring), переобладнаний під ресторан.
У місті видаються всі дві газети Аландських островів (Ålandstidningen і Nya Åland), працюють декілька радіостанцій і місцевий телевізійний канал (TV Åland).
У Марієгамні розташовані декілька будівель, спроєктованих фінським архітектором Ларсом Сонком (Lars Sonck): церква Марієгамна (1927), головна споруда Аландського Морського Коледжу (1927), будинок міського муніципалітету (1939).
У літній час місто відвідує доволі велике число туристів, для обслуговування яких працює декілька готелів, ресторанів і барів.

## Назва
Українська назва міста Марієгамн є транскрипцією зі шведської мови, так само, як і транскрипції всіх інших назв Аландських островів. У цій автономній провінції Фінляндії шведська є єдиною офіційною мовою; назва Mariehamn є офіційною і міжнародно визнаною не лише для самого міста, а й для його аеропорту і морських портів. Назва Maarianhamina (як і фін. Ahvenanmaa для власне Аландських островів) використовується лише у фіномовних джерелах і серед носіїв фінської мови.

## Населення
Динаміка росту населення міста:
| Рік            | Населення |
| -------------- | --------- |
| 1987           | 9 966     |
| 1990           | 10 263    |
| 1997           | 10 408    |
| 2000           | 10 488    |
| 2002           | 10 632    |
| 2004           | 10 712    |
| 2006           | 10 824    |
| 2010           | 11 190    |
| 2012           | 11 345    |
| 2013 (травень) | 11 446    |

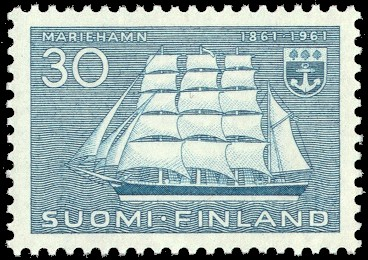
Фінська поштова марка, випущена до 100-річчя Марієгамна, 1961 рік
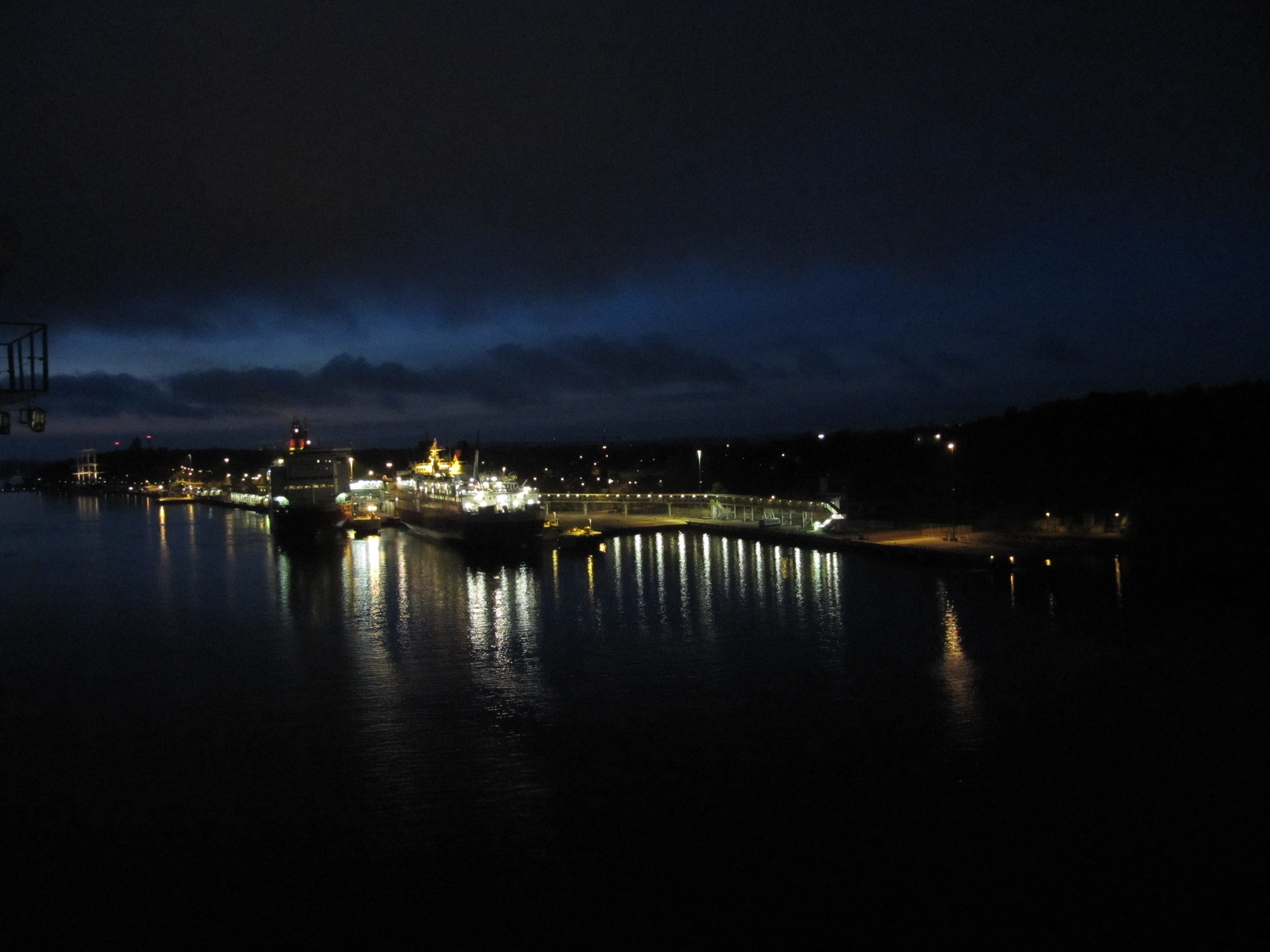
Марієгамн вночі
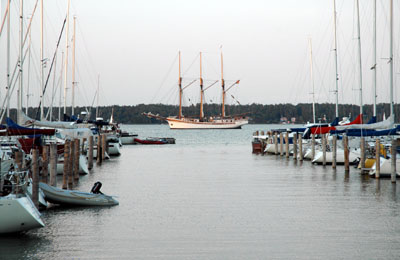
Східна гавань Марієгамна
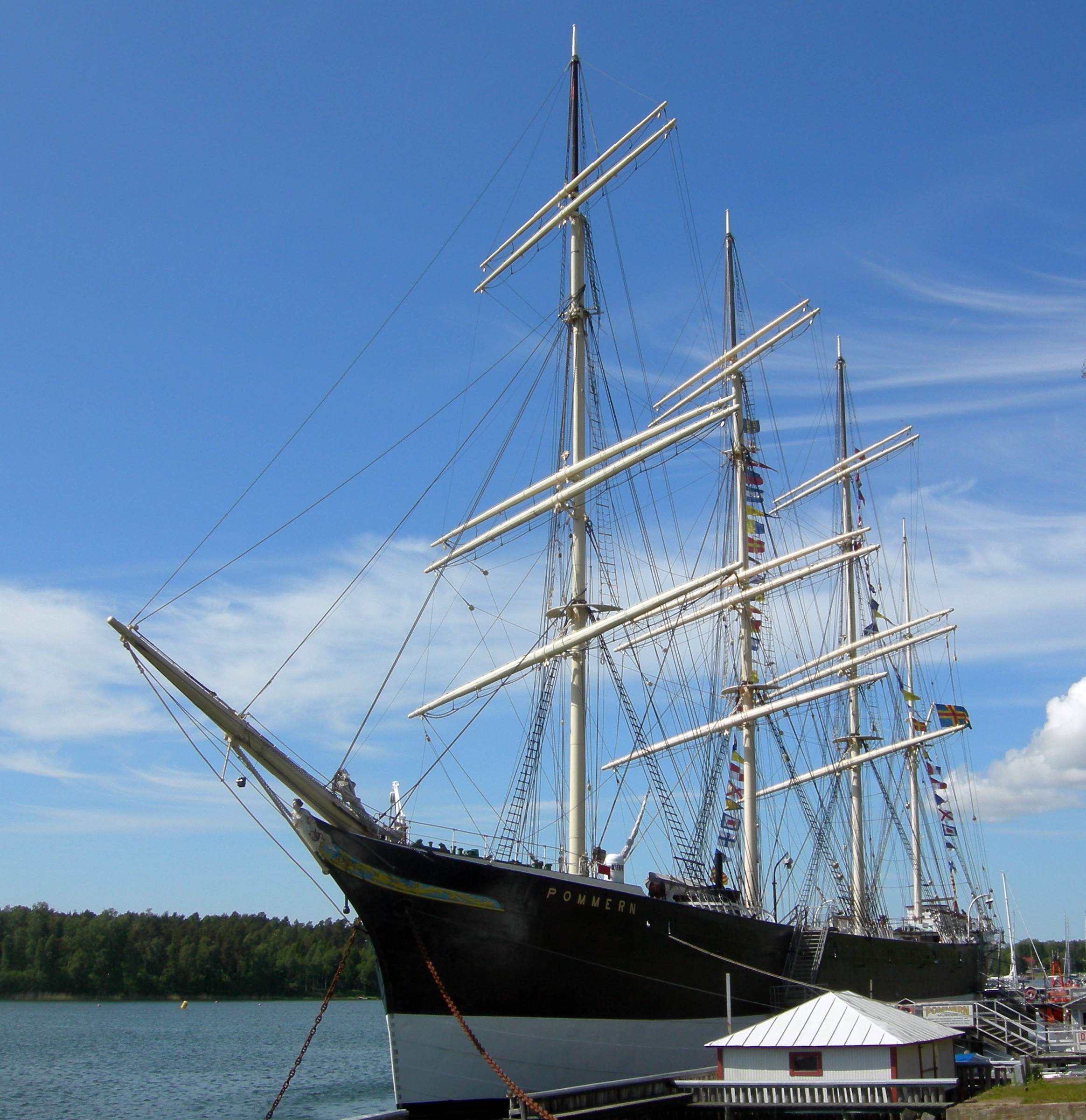
Корабель-музей «Pommern» в західному порту

## Міста-побратими
- Готланд, Швеція
- Коупавоґур, Ісландія
- Крагерьо, Норвегія
- Слагельсе, Данія
- Торсгавн, Фарерські острови
- Курессааре, Естонія
- Валкеакоскі, Фінляндія
- Ломоносов, Росія